# Les uns et les autres
Les uns et les autres és una pel·lícula francesa de Claude Lelouch, estrenada el 1981. La pel·lícula és un musical èpic i es considera el millor treball del director, juntament amb  Un homme et une femme , Palma d'Or al Festival Internacional de Cinema de Canes. Als Estats Units, es va distribuir amb el títol de Bolero en referència a la peça de Maurice Ravel, utilitzada a la pel·lícula.

## Argument
La pel·lícula segueix quatre famílies, amb nacionalitats diferents (Francès, alemany, rus i americà) però amb la mateixa passió per la música, des dels anys 1930 fins als anys 1960. Les diverses línies de la història es creuen moltes vegades en llocs i temps diferents, amb el seu propi tema musical, que evoluciona mentre el temps passa.
L'esdeveniment principal a la pel·lícula és la Segona Guerra Mundial, que basteix les històries de les quatre famílies musicals i barreja els seus destins. Encara que tots els personatges són ficticis, molts d'ells es basen lliurement en icones musicals històriques (Édith Piaf, Josephine Baker, Herbert von Karajan, Glen Miller, Rudolf Nuréiev, etc.) La seqüència de dansa al final (Bolero) ajunta totes les històries.

## Repartiment
- Robert Hossein: Simon Meyer / Robert Prat
- Nicole Garcia: Anne Meyer
- Geraldine Chaplin: Suzanne Glenn / Sarah Glenn
- James Caan: Jack Glenn / Jason Glenn
- Daniel Olbrychski: Karl Kremer
- Jean-Claude Bouttier: Philippe Rouget
- Jorge Donn: Boris Itovitch / Sergei Itovitch
- Rita Poelvoorde: Tatiana Itovitch / Nadia Itovitch
- Macha Méril: Magda Kremer
- Evelyne Bouix: Evelyne / Edith
- Francis Huster: Francis
- Raymond Pellegrin: M. Raymond
- Paul Préboist: Avi d'Edith's
- Jean-Claude Brialy: director del Lido
- Marthe Villalonga: Àvia d'Edith
- Fanny Ardant: Véronique
- Jacques Villeret: Jacques
- Alexandra Stewart
- Richard Bohringer: Richard
- Nicole Croisille: Herself
- Ginette Garcin: Ginette
- Jean-Pierre Kalfon: Pare d'Antoine
- Geneviève Mnich: Jeanne, mare de Jacques
- Francis Lai
- Barry Primus
- Brigitte Roüan
- Sharon Stone